# Rijksbeschermd gezicht 's-Gravenhage - Binnenhof
Gezicht 's-Gravenhage - Binnenhof is een van rijkswege beschermd stadsgezicht in de wijk Binnenhof in Den Haag in de Nederlandse provincie Zuid-Holland. De procedure voor aanwijzing werd gestart op 30 september 1965. Het gebied werd op 5 juli 1971 definitief aangewezen. Het beschermd gezicht beslaat een oppervlakte van 37,1 hectare.
Panden die binnen een beschermd gezicht vallen krijgen niet automatisch de status van beschermd monument. Wel zal de gemeente het bestemmingsplan aanpassen om nieuwe ontwikkelingen in het gebied te reguleren. De gezichtsbescherming richt zich op de stedenbouwkundige en cultuurhistorische waardering van een gebied en wil het toekomstig functioneren daarvan veiligstellen.